# 张德馨

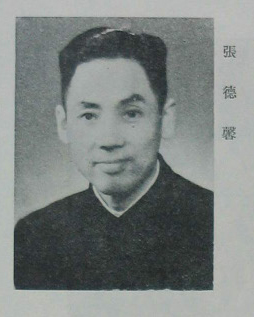

张德馨（1905年—1992年），男，山东黄县人，中华人民共和国数学家。曾任东北师范大学副校长、教授，长春市副市长。

## 生平
1954年，当选第一届全国人民代表大会代表。